# Антигва и Барбуда на Летњим олимпијским играма 2008.
Антигва и Барбуда је 2008. осми пут учествовала на Летњим олимпијским играма. До сада се налази међу земљама које нису освојале медаље.
Учествовало је 5 спортиста: 4 мушкарца и једна жена, који су се такмичили у два спорта: атлетици и пливању.
На свечаном отварању Игара заставу Антигве и Барбуда носио је атлетичар Џејмс Грејман

## Резултати по спортовима

### Атлетика

#### Мушкарци
| Атлетичар         | Дисциплина | Група    | Група | Четвртфинале | Четвртфинале | Полуфинале       | Полуфинале       | Финале           | Финале           | Пласман |
| Атлетичар         | Дисциплина | Резултат | Место | Резултат     | Место        | Резултат         | Место            | Резултат         | Место            | Пласман |
| ----------------- | ---------- | -------- | ----- | ------------ | ------------ | ---------------- | ---------------- | ---------------- | ---------------- | ------- |
| Данијел Бејли     | 100 м      | 10,24    | 10/80 | 10,23        | 20/40        | Није се пласирао | Није се пласирао | Није се пласирао | Није се пласирао | 20/80   |
| Брендан Кристијан | 200 м      | 20.58    | 9/66  | 20.26        | 2/32         | 20.29            | 9/16             | Није се пласирао | Није се пласирао | 9/66    |
| Џејмс Грејман     | Скок увис  | 2,20     | 28/40 |              |              |                  |                  | Није се пласирао | Није се пласирао | 28/40   |

#### Жене
| Атлетичарка   | Дисциплина | Група    | Група | Четвртфинале      | Четвртфинале      | Полуфинале        | Полуфинале        | Финале            | Финале            |
| Атлетичарка   | Дисциплина | Резултат | Место | Резултат          | Место             | Резултат          | Место             | Резултат          | Место             |
| ------------- | ---------- | -------- | ----- | ----------------- | ----------------- | ----------------- | ----------------- | ----------------- | ----------------- |
| Соња Вилијамс | 100 м      | 12,04    | 54/85 | Није се пласирала | Није се пласирала | Није се пласирала | Није се пласирала | Није се пласирала | Није се пласирала |

## Пливање

#### Мушкарци
| Пливач         | Дисциплина    | Група | Група   | Полуфинале       | Полуфинале       | Финале           | Финале           | Детаљи |
| Пливач         | Дисциплина    | Време | Пласман | Време            | Пласман          | Време            | Пласман          | Детаљи |
| -------------- | ------------- | ----- | ------- | ---------------- | ---------------- | ---------------- | ---------------- | ------ |
| Карем Валентин | 50 м слободно | 31,23 | 96/97   | Није се пласирао | Није се пласирао | Није се пласирао | Није се пласирао |        |